# Osmopleura chamaeropis
Osmopleura chamaeropis là một loài bọ cánh cứng trong họ Cerambycidae.